# 심원성
심원성(1999년 4월 29일 ~ )는 대한민국의 축구 선수로, 포지션은 수비수이다. 현재는 전주시민축구단 소속이다.